# یان ییندرا
یان ییندرا (انگلیسی: Jan Jindra؛ (زادهٔ ۶ مارس ۱۹۳۲ – درگذشتهٔ ۲۰ سپتامبر ۲۰۲۱) قایقران روئینگ اهل چکسلواکی بود.
وی در مسابقات کشوری و بین‌المللی در مجموع برندهٔ ۳ مدال طلا، ۱ مدال نقره، ۳ مدال برنز شده‌ بود.